# Oberoppurg
Oberoppurg ist eine Gemeinde im ostthüringischen Saale-Orla-Kreis. Sie gehört seit 1992 mit zwölf weiteren Gemeinden zur Verwaltungsgemeinschaft Oppurg. Die Einwohnerzahl des Ortes ist, wie im gesamten Kreisgebiet, leicht rückläufig. Sie liegt bei etwa 160 Personen.

## Geografie
Die Gemeinde liegt etwa 2 km südlich des Orlatales zwischen den Städten Pößneck und Neustadt an der Orla. Die Landschaft in der Orlasenke ist landwirtschaftlich geprägt, nördlich und südlich dieses breiten Tales ist das Gebiet sehr waldreich.

## Geschichte
Für Oberoppurg fand Wolfgang Kahl die erste urkundliche Erwähnung 1378.

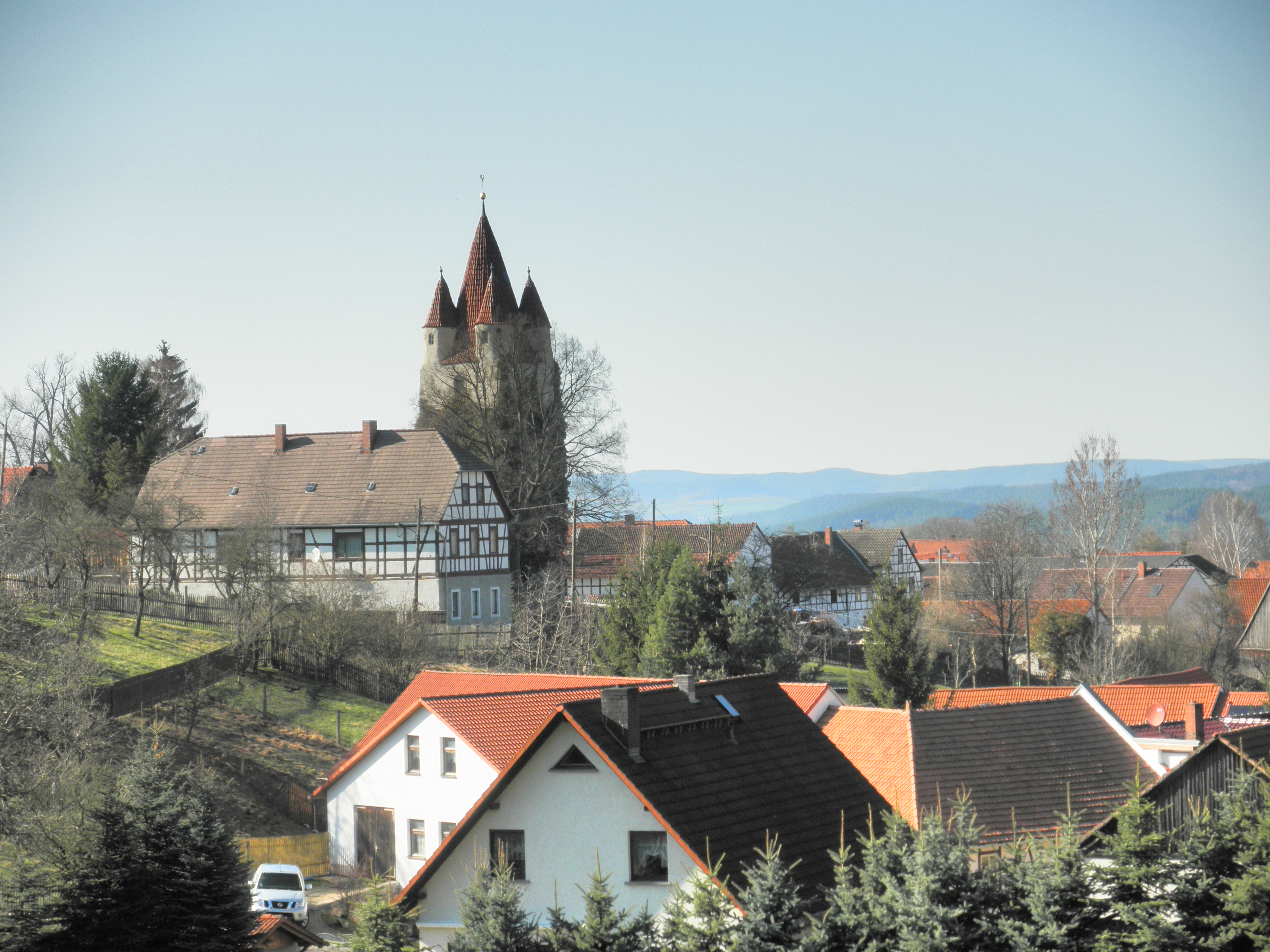
Blick auf Oberoppurg von Süden

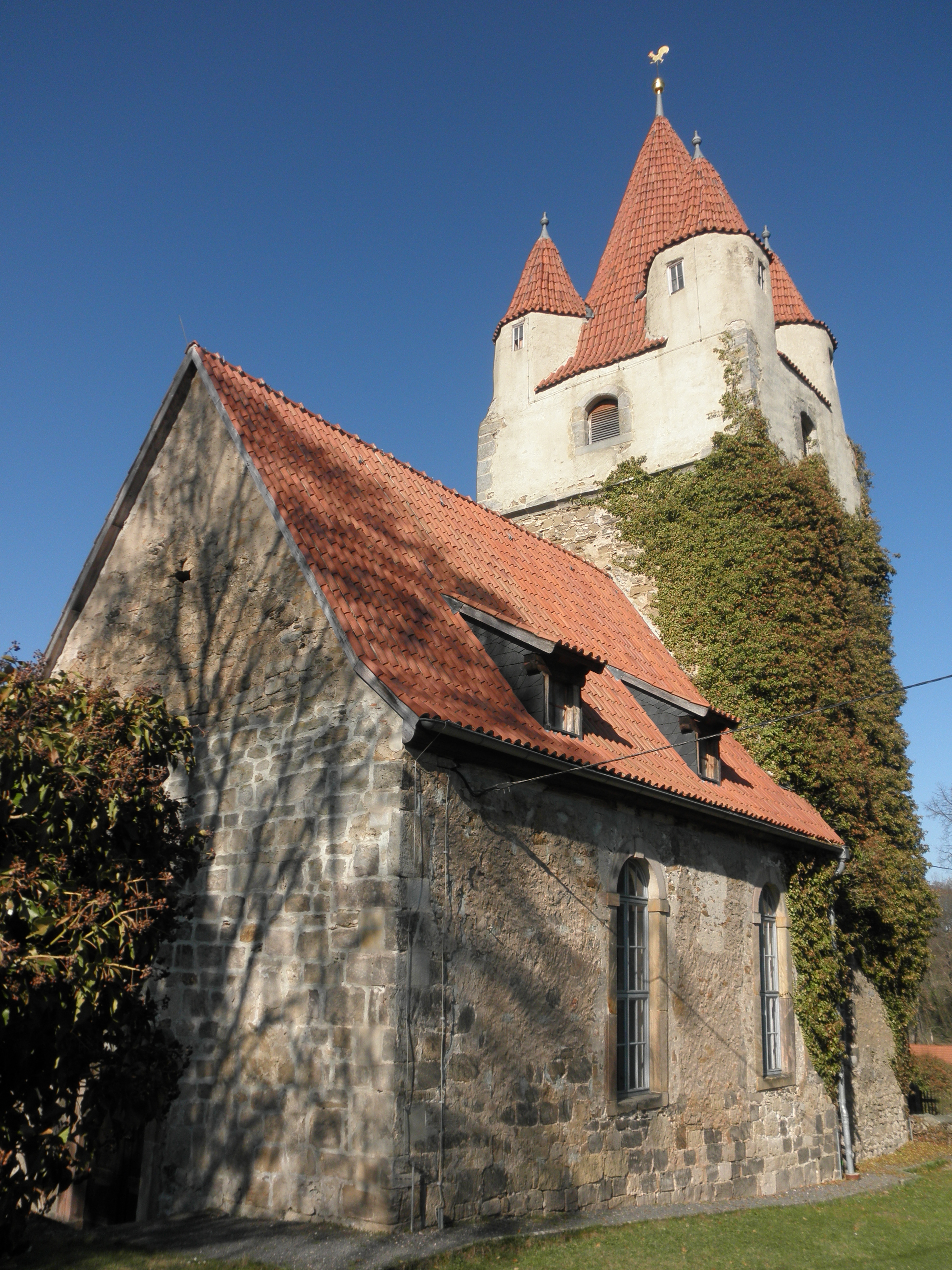
Wehrkirche von Oberoppurg

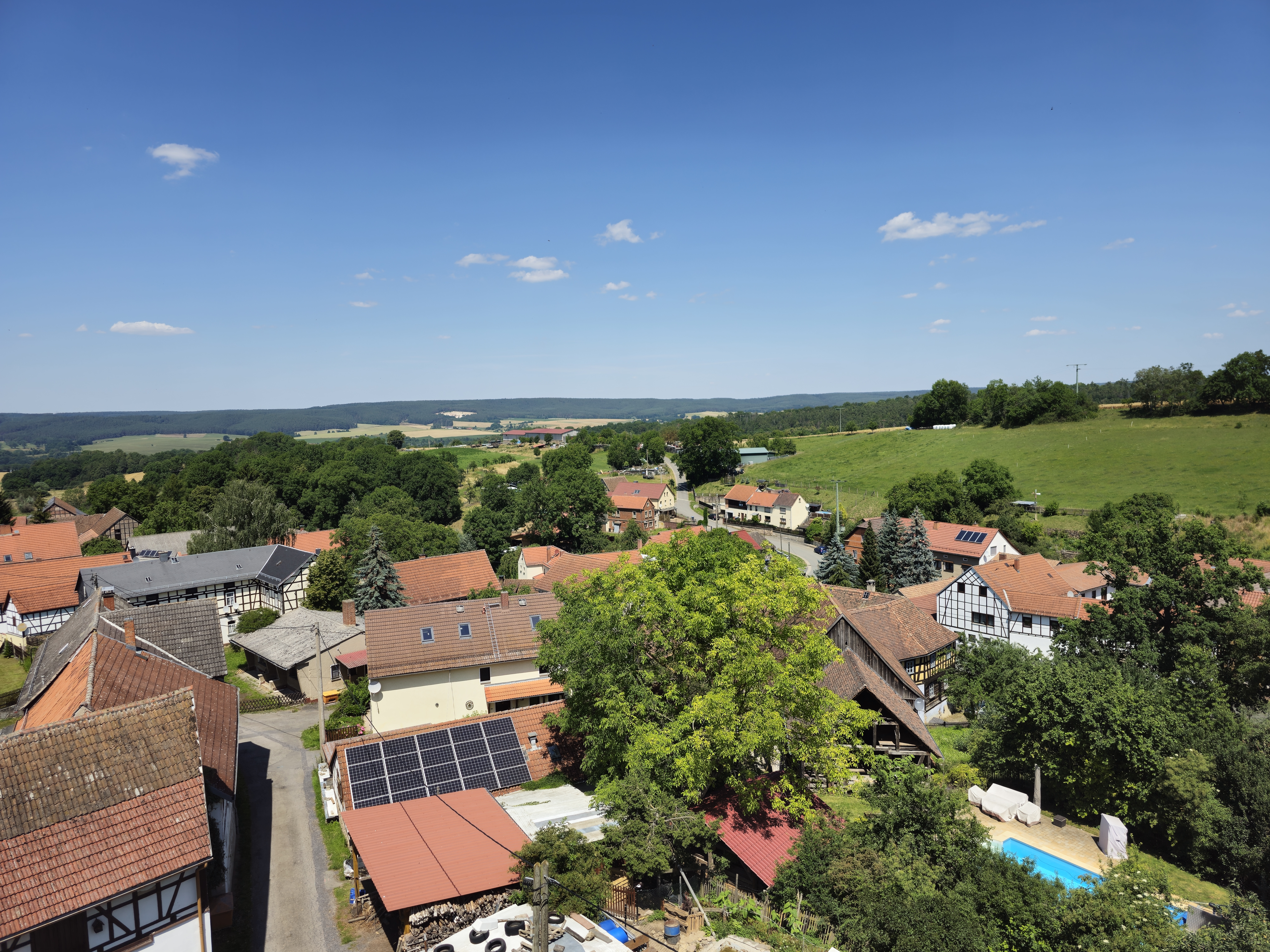
Blick vom Kirchturm

Wahrzeichen des 1071 erstmals erwähnten Ortes ist die Wehrkirche St. Anna mit ihrem charakteristischen Turm, die auch auf dem Wappen zu sehen ist. Neben verwinkelten Gassen, renoviertem Fachwerk und zwei Gasthäusern befindet sich hier ein kulturhistorisch wertvolles Umgebindehaus. Am zweiten Sonntag im November findet das Kirchweihfest statt.

### Einwohnerentwicklung
Entwicklung der Einwohnerzahl (Stand jeweils 31. Dezember):
| - 1933: 249 - 1939: 241 - 1994: 225 - 1995: 228 - 1996: 221 - 1997: 221 | - 1998: 220 - 1999: 226 - 2000: 223 - 2001: 219 - 2002: 215 - 2003: 208 | - 2004: 203 - 2005: 192 - 2006: 190 - 2007: 193 - 2008: 193 - 2009: 184 | - 2010: 178 - 2011: 167 - 2012: 168 - 2013: 162 - 2014: 166 - 2015: 164 | - 2016: 164 - 2017: 165 - 2018: 163 - 2019: 161 - 2020: 157 - 2021: 156 | - 2022: 155 - 2023: 151 |

Datenquelle ab 1994: Thüringer Landesamt für Statistik

## Verkehr
Im zwei Kilometer entfernten Oppurg besteht Bahnanschluss (Strecke Saalfeld/Saale – Gera) und Anschluss an das Bundesstraßennetz (B 281). Die nächste Autobahnauffahrt ist 17 km entfernt (Triptis, A 9 Berlin – München).

## Kultur und Sehenswürdigkeiten

### Naturdenkmale
In der Nähe der Gemeinde befindet sich das Landschaftsschutzgebiet "Döbritzer Schweiz" mit seinen urzeitlichen Höhlen und das Gebiet der Plothener Teiche, einem Teil des Naturparks Thüringer Schiefergebirge.

Derzeit wird das Radwanderwege-Netz ausgebaut, 2005 wurde der 34 km lange Orla-Radwanderweg von der Quelle bis zur Mündung des Flusses in die Saale freigegeben.

Die Thüringer Porzellanstraße von Pößneck nach Triptis verläuft durch die Orlasenke, die eine lange Tradition in der Porzellanherstellung aufweisen kann.

### Geschichtsdenkmale
Ein Gedenkstein bei den Gräbern von elf durch die SS ermordeten Häftlingen erinnert an die Todesmarsch-Kolonnen aus dem KZ Buchenwald, die im April 1945 durch den Ort getrieben wurden.

## Söhne und Töchter des Ortes
- Ferdinand Wacker (1831–1895), deutscher Gutsbesitzer und Politiker